# Hôtel Genou de Guiberville

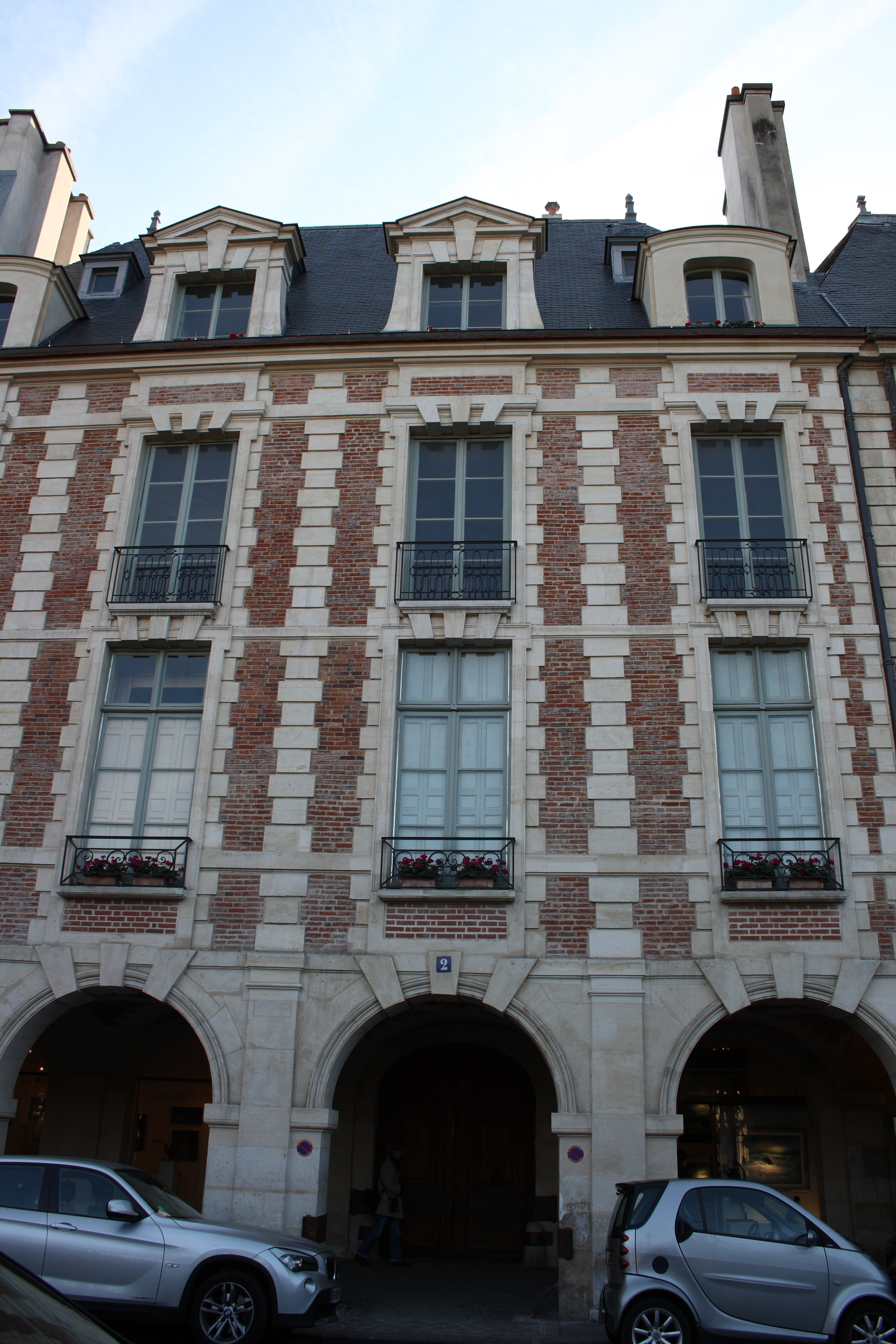
Hôtel Genou de Guiberville

Hôtel Genou de Guiberville je městský palác v Paříži. Nachází se v historické čtvrti Marais na náměstí Place des Vosges.

## Umístění
Hôtel Genou de Guiberville má číslo 2 na náměstí Place des Vosges. Nachází se na jižní straně náměstí ve 4. obvodu.

## Historie
Palác byl dokončen roku 1607, když pozemek koupil v roce 1605 velitel Bastily Daniel de Massy. Palác v roce 1608 získal generální pokladník dělostřelectva Pierre Chastelain. Jako hazardní hráč zpronevěřil peníze, takže musel dům prodat pro umoření svých dluhů. V roce 1612 byl na něj vydán zatykač, ale podařilo se mu uprchnout. V roce 1786 získal dům markýz Alexandre de la Viefville a po něm jeho synovec. V roce 1816 dědicové prodali dům velkoobchodníkům bratrům Bessonovým. V domě žil po celý život postimpresionistický malíř Georges Dufrénoy (1870–1943).
Palác (střechy, fasáda, podloubí) je od roku 1955 chráněn jako historická památka.